# 村松克己
村松 克己（むらまつ かつみ、1939年〈昭和14年〉9月10日 - 2001年〈平成13年〉12月1日）は、日本の俳優。埼玉県川口市出身。別表記：村松 克巳。

## 来歴・人物
早稲田大学教育学部卒業。
1966年、岸田森、悠木千帆（後の樹木希林）らと共に劇団「六月劇場」を結成。「演劇センター68」（「六月劇場」、「自由劇場」、「発見の会」の3劇団の連合組織）を経て1971年、「黒色テント六八／七一」（後の劇団黒テント）の創立に参加。以後劇団の中心メンバーとして活動する傍ら、主に脇役として様々の映画、テレビドラマに出演した。
2001年12月1日午前8時55分、胃癌のため埼玉県川越市の病院で死去。62歳没。

## 出演

### テレビドラマ
- とし子さん（1966年、TBS）
- シルバー仮面 第7話「青春の輝き」（1972年、TBS） - キマイラ星人・人間体
- アイアンキング（1972年 - 1973年、TBS） - 幻の月光
- 大河ドラマ（NHK）
  - 国盗り物語（1973年） - 毛利新助　※クレジットでは服部小平太
  - 獅子の時代（1980年）- 長井自由党員
  - 翔ぶが如く（1990年） - 島津久宝
  - 炎立つ（1993年） - 藤原長成
  - 八代将軍吉宗（1995年） - 松平義行
  - 徳川慶喜（1998年） - 鵜飼吉左衛門
  - 葵 徳川三代（2000年） - 小笠原少斎
- ファイヤーマン 第10話「鉄の怪獣が東京を襲った!」（1973年、NTV） - 実験衣の男 （バランダ星人）
- おしどり右京捕物車 第7話「忍（しのぶ）」（1974年、ABC）
- ふりむくな鶴吉 第23話「業火」（1975年、NHK）
- 影同心 第21話「牢屋は極楽殺し節」（1975年、、MBS / 東映） - 才市
- 痛快! 河内山宗俊 第8話「三途の川は空っ風」（1975年、CX） - 新発田藩浪人・岩村達之進
- 隠し目付参上 第20話「怪談 お化けの皮は何枚か」（1976年、MBS） - 伊賀十郎
- 大江戸捜査網 （12ch / 三船プロ）
  - 第229話「雪に舞う女必殺剣!」（1976年）
  - 第303話「緊急指令! 人質を救出せよ」（1977年） - 島村
  - 第505話「刺青湯女殺人事件」（1981年） - 松井
  - 第543話「お市乱れ花 三味線殺法」（1982年） - 英五郎
  - 第519話「隠密同心狩り! 涙で結ぶ絆」（1983年） - 石岡内膳
- いろはの"い" 第24話「産ぶ声」（1977年、NTV）
- 華麗なる刑事 第20話「黒衣の女」（1977年、CX） - 上月俊夫
- 破れ奉行 第24話「片道手形は死の匂い」（1977年、テレビ朝日） - 文吉
- スターウルフ 第6話 - 第13話（1978年、NTV） - ヨローリン大尉
- 恐竜戦隊コセイドン 第30話「タイムトンネル出現 謎の密航者」（1979年、12Ch） - サバタ博士
- 新・座頭市（CX）
  - 第3シリーズ 第1話「今日も行くひとり旅」（1979年）
  - 第3シリーズ 第16話「迎え火 送り火 灯篭流し」（1979年）
- 江戸の旋風シリーズ（CX）
  - 同心部屋御用帳 江戸の旋風IV 第23話「五年目の青空」（1979年） - 幸次郎
  - 新・江戸の旋風 第10話「簪は知っていた」（1980年） - 堀井
- 江戸の激斗 第9話「非情の罠・群狼を斬れ!」（1979年、CX） - 仙次
- 騎馬奉行 第3話「大爆破! 将軍暗殺計画」（1979年、KTV）
- 探偵物語 第14話「復讐のメロディー」（1979年、NTV） - 土井
- 噂の刑事トミーとマツ（TBS）第1シリーズ
  - 第21話「トミーのファーストキス」（1980年） - 井出教諭
  - 第59話「ドッキリ写真! 女の後ろに犯人が!!」（1981年）
- ピーマン白書（1980年、CX） - 生徒の父親
- 服部半蔵・影の軍団 第9話「女忍びの五月闇」（1980年、KTV）
- ぼくら野球探偵団 第12話「ドクター赤マント 恐怖の大手術」（1980年、12ch） - 宮田医師
- 特命刑事 第7話「逃亡地帯」（1980年、NTV）
- 江戸の用心棒 第12話「男が石を抱いたとき」（1981年、CX） - 石見屋
- 続・ぬかるみの女（1981年、THK） - 稲葉
- 刑事ヨロシク 第10話「893（ヤクザ）だよ全員集合」（1982年、TBS）- 殺し屋
- 火曜サスペンス劇場 「霖雨の時計台」（1983年、NTV）
- あいつと俺 第7話「海に沈めた醜聞 -五島・有川-」（1984年、TX） ※1980年製作
- ニュードキュメンタリードラマ昭和 松本清張事件にせまる 第5話「帝銀事件と731部隊」（1984年、ANB）
- 特捜最前線 第353話「特別病棟の女!」（1984年、テレビ朝日）
- 六本木ダンディーおみやさん 第7話（1987年、ABC）
- 火曜サスペンス劇場（NTV）
  - 「殺意の団欒」（1990年）
  - 「地方記者・立花陽介1」（1993年） - 多木川敏之 役
  - 「警部補 佃次郎3」（1997年） - 多田管理官 役
  - 「救急指定病院9」（1998年） - 川島優作 役
  - 「警部補 佃次郎8」（1999年） - 小林敏夫 役
- 刑事貴族2 第36話「真実の瞬間」（1992年、NTV）
- 悪女（1992年、NTV）
- 腕におぼえあり 第3シリーズ 第4話「武士の魂」（1993年、NHK） - 吉田伴左衛門 役
- 禁じられた遊び（1995年、YTV） - 鴫野幸造 役
- 正義は勝つ（1995年、CX） - 辻孝
- ピュア（1996年、CX）
- 天晴れ夜十郎（1996年） - 佐藤平四郎 役
- 虚無への供物（1997年） ‐ 氷沼紫司郎 役
- 新・半七捕物帳 第6話「女行者」（1997年、NHK）- 六左衛門 役
- それが答えだ!（1997年、CX）
- 流れ板七人 第3話「鯛づくし恋の配達便!」（1997年、ANB）
- すずらん（1999年、NHK）
- 土曜ワイド劇場
  - 「タクシードライバーの推理日誌11」（1999年） - 堂島宗勝 役
  - 「西村京太郎トラベルミステリー35」（2001年） - 小川義太郎 役
- L×I×V×E（1999年） - 福島校長 役
- ほんとにあった怖い話 「十二日間の悪夢」（2000年） - 佐川所長 役
- 池袋ウエストゲートパーク（2000年、TBS）
- 月曜ドラマスペシャル / 税務調査官・窓際太郎の事件簿5（2000年、TBS） - 増山昭夫 役

### 映画
- 無人列島（1969年、かない・ぷろ）
- あさき夢みし（1974年、ATG）
- 吶喊（1975年、ATG）
- 歌麿 夢と知りせば（1977年、ATG）
- 姿三四郎（1977年、東宝）
- ブルークリスマス（1978年、東宝） - パレスビルの男
- 蘇える金狼（1979年、東映）
- 真夏の夜はNO,TIME（1985年）
- 12人の優しい日本人（1991年、アルゴプロジェクト） - 陪審員9号
- リング（1998年、東宝） - 浅川浩一
- サトラレ（2001年、東宝）
- ランドリー（2002年、ROBOT）

### オリジナルビデオ
- 「堕落」 ある人妻の追跡報告（1992年、JHV）
- 時空戦死 魅鬼 SPACE HUNTER MIKI（1996年、ビームエンタテインメント）

### ラジオドラマ
- 夜のミステリー（1977年 - 1979年、TBSラジオ）
- ベルリンが歌っていた（1986年11月22日、NHK） - 新聞記者外山
- アドルフに告ぐ（1993年、TBSラジオ） - アセチレン・ランプ

### ナレーション
- 沖縄列島（1969年、「沖縄列島」上映委員会）
- 恐竜戦隊コセイドン（1978年 - 1979年、12ch）※第10話まで